# Tweede Kamerverkiezingen in het kiesdistrict Brielle (1848-1850)
Tweede Kamerverkiezingen in het kiesdistrict Brielle (1848-1850) geeft een overzicht van verkiezingen voor de Nederlandse Tweede Kamer in het kiesdistrict Brielle in de periode 1848-1850.
Het kiesdistrict Brielle werd ingesteld na de grondwetsherziening van 1848. Tot het kiesdistrict behoorden de volgende gemeenten: Abbenbroek, Biert, Brielle, Den Bommel, Dirksland, Geervliet, Goedereede, Goudswaard, Heenvliet, Hekelingen, Hellevoetsluis, Herkingen, Melissant, Middelharnis, Naters, Nieuw-Helvoet, 
Nieuwe Tonge, Nieuwenhoorn, Onwaard, Ooltgensplaat, Oostvoorne, Ouddorp, Oude en Nieuwe Struiten, Oude Tonge, Oudenhoorn, Piershil, 
Rockanje, Roxenisse, Schuddebeurs en Simonshaven, Sommelsdijk, 
Spijkenisse, Stad aan 't Haringvliet, Stellendam, Vierpolders, Zuid-Beijerland, Zuidland en Zwartewaal.
Het kiesdistrict Brielle was in dit tijdvak een enkelvoudig kiesdistrict: het vaardigde per zittingsperiode één lid af naar de Tweede Kamer.
Legenda
- vet: gekozen als lid van de Tweede Kamer.

## 30 november 1848
De verkiezingen werden gehouden na ontbinding van de Tweede Kamer, na inwerkingtreding van de herziene grondwet.
|                  | 30 november |
| ---------------- | ----------- |
| Kiesgerechtigden | 845         |
| Opkomst          | 681         |
| Geldige stemmen  | 677         |
| Blanco stemmen   | 2           |
| Kandidaten       |             |
| S.H. Anemaet     | 614         |
| J.R. Thorbecke   | 10          |
| W.P. Jonas       | 9           |

## Opheffing
In 1850 werd het kiesdistrict Brielle opgeheven. De gemeenten die deel uitmaakten van het kiesdistrict werden toegevoegd aan de kiesdistricten Delft (de gemeenten Abbenbroek, Biert, Brielle, Geervliet, Heenvliet, Hekelingen, Hellevoetsluis, Naters, Nieuw-Helvoet, Nieuwenhoorn, Oostvoorne, Oude en Nieuwe Struiten, Oudenhoorn, Rockanje, Schuddebeurs en Simonshaven, Spijkenisse, Vierpolders, Zuidland en Zwartewaal), Dordrecht (de gemeenten Goudswaard, Piershil en Zuid-Beijerland) en Zierikzee (de gemeenten Den Bommel, Dirksland, Goedereede, Herkingen, Melissant, Middelharnis, Nieuwe Tonge, Onwaard, Ooltgensplaat, Ouddorp, Oude Tonge, Roxenisse, Sommelsdijk, Stad aan 't Haringvliet en Stellendam, alle gelegen op het eiland Goeree-Overflakkee).